# Dichromodes tritospila
Dichromodes tritospila är en fjärilsart som beskrevs av Turner 1943. Dichromodes tritospila ingår i släktet Dichromodes och familjen mätare. Inga underarter finns listade i Catalogue of Life.